# Emlyon Business School
Emlyon Business School és una escola de negocis europea amb seus a París, Lió, Saint-Étienne, Casablanca, Xangai, Bhubaneswar i Bombai. Fundada l'any 1872, és considerada una de les més antigues del món.
El primer nom de l'escola va ser ESCAE Lyon, després École supérieure de commerce de Lyon (ESCL), i va canviar a EM Lyon el 1997, per al 125 aniversari de l'escola. El nom final, l'escola de negocis Emlyon, va ser triat en 2005.
Emlyon se situa entre les escoles de negocis més ben valorades del món: el 2014 va ocupar la 14a posició a la llista de les millors escoles de negocis europees publicada pel Financial Times. L'any 2015, el mateix diari va escollir el seu programa de Master in Management com el 30a del món. A més a més, el seu Executive MBA figura a la 68a posició a escala mundial. El programa MEB (Master in European Business) de l'escola comparteix moltes característiques amb l'MBA a temps complet, tot i que amb un plantejament més multicultural. Emlyon imparteix també un programa de doctorat i diferents programes de màster d'administració especialitzats en màrqueting, finances, emprenedoria i altres disciplines. Els programes de l'escola compten amb una triple acreditació, a càrrec dels organismes AMBA, EQUIS i AACSB.
El cost acadèmic d'assistir a una escola de negocis a França pot variar significativament segons la institució. A aquesta, el preus oscil.len entre els 18,500€ per any i poden arribar a superar els 40,000€ en el cas dels MBA.

## Alumnes famosos
- Stéphane Bern, escriptor, actor, locutor de ràdio i presentador de televisió franc-luxemburguès
- Jean-Pascal Tricoire, empresari francès, president i conseller delegat de Schneider Electric